# 梁格庄行宫
梁格庄行宫，位于河北省保定市易县梁格庄镇梁格庄村，是清朝所建的皇家行宫。梁格庄行宫和永福寺是清西陵的附属建筑。

## 历史
梁格庄行宫位于清泰陵以东6公里的梁格庄村，建于乾隆十三年（1748年），是清朝皇帝谒西陵时的驻跸之所。清朝自北京到西陵沿途共建有4座行宫，即黄新庄行宫、半壁店行宫、秋澜行宫、梁格庄行宫。梁格庄行宫是其中唯一保存至今的行宫。
光绪帝的棺停曾在梁格庄行宫停放多年。中华民国至中华人民共和国时期，行宫曾多次被占用，建筑有所损毁。清西陵对外开放后，行宫辟为清西陵行宫宾馆，隶属清西陵文物管理处。2007年，这座没有星级的宾馆被列入河北省旅游局公布的河北省200家承担2008年北京奥运会接待服务的酒店之一。
2007年至2008年，行宫进行了大修，受到维修的古建筑有游廊、正殿、后照殿等。2014年4月25日，清西陵行宫部分建筑保护维修工程开工，预计2015年10月完工，工程总投资1100万元，是易县组织的清西陵文物保护工程的项目之一。此次除了维修原有部分古建筑外，还将复建敞厅、东朝房、三卷殿前垂花游廊。

## 建筑
梁格庄行宫占地面积2．47公顷，共有17座建筑。最前面是石平桥、朝房、宫门，宫门内分别有值房、膳房、垂花门、长廊、前殿、后殿、穿堂殿、配殿、銮舆库、小谢等建筑。整个行宫的建筑都是灰布瓦盖顶。